# Twarogi-Trąbnica
Twarogi-Trąbnica [tfaˈrɔɡi trɔmbˈnit͡sa] est un village polonais de la gmina de Perlejewo dans le powiat de Siemiatycze et dans la voïvodie de Podlachie. 
Le village compte approximativement 60 habitants.